# Mika Zibanejad
Mika Zibanejad (Huddinge, 18 aprile 1993) è un hockeista su ghiaccio svedese.
Ricopre il ruolo di centro e di capitano alternativo nella franchigia dei New York Rangers. È stato la sesta scelta assoluta negli NHL Entry Draft del 2011 selezionato dagli Ottawa Senators.

## Carriera

### Giovanili
Zibanejad da bambino ha iniziato col calcio, all’età di sei anni ha però iniziato a giocare a hockey, presso l’Hammarby IF, dove è rimasto per sette stagioni fino al fallimento del club nel 2008.
Per la stagione successiva si è trasferito nella sezione giovanile dell'AIK IF, dove ha iniziato a giocare nei campionati giovanili. Per la stagione 2009-2010 è stato acquistato dal Djurgårdens IF per giocare sia nella squadra U18, che nella squadra U20. Zibanejad ha debuttato nella squadra sernior in Elitserien il 7 dicembre 2010, contro il Luleå HF, e ha segnato il suo primo gol in tale divisione il 15 gennaio 2011 contro Tuomas Tarkki, goalie del Modo Hockey.
Il 7 febbraio 2011, Zibanejad ha firmato una proroga di due anni del contratto col Djurgårdens IF. Durante la stagione è diventato un giocatore fisso della squadra senior, giocando in 26 delle rimanenti 29 partite. Ha segnato cinque goal e realizzato un totale di nove punti, diventando il terzo miglior giocatore under 18, impiegato in Elitserien. Il 5 gennaio 2012, durante l’overtime della partita finale dei Campionati mondiali U20, Zibanejad ha segnato contro la Russia il gol della vittoria per la Svezia, stabilendo il punteggio finale di 1-0.

### Ottawa Senators
Il 13 luglio 2011, Zibanejad ha firmato un contratto triennale con gli Ottawa Senators, il team che lo ha scelto negli NHL Entry Draft del 2011. Dopo un ritiro estivo in cui ha fatto una buona impressionante, Zibanejad si è unito ai Senators per la prima partita della stagione NHL 2011–12, registrando il suo primo punto NHL, un assist al goal di Filip Kuba, in una sconfitta per 5–3 contro i Detroit Red Wings. Il punto rimane l’unico segnato in nove partite giocate e, il 26 ottobre, Zibanejad viene riassegnato al suo ultimo club, il Djurgårdens IF.
Nell'agosto 2012, i Senators hanno annunciato che Zibanejad avrebbe trascorso la stagione 2012-2013 in Nord America, o con loro nella NHL o con i Binghamton Senators, la squadra di American Hockey League(AHL) cui sono affiliati. A causa del lockout della NHL, Zibanejad ha iniziato la stagione col Binghamton, dove ha realizzato 11 punti in 23 partite, nonostante gli infortuni. Richiamato a Ottawa il 28 gennaio 2013, ha giocato la sua prima partita NHL della stagione il 29 gennaio contro i Washington Capitals, con una prestazione che gli è valsa il titolo di first star, ovvero miglior giocatore della partita. La notte seguente, il 30 gennaio in una partita contro i Montreal Canadiens, Zibanejad ha segnato il suo primo goal NHL in carriera. La realizzazione è avvenuta contro il portiere Peter Budaj, durante un power play assistito da Colin Greening e André Benoit. Il rendimento di Zibanejad è quindi andato in crescendo, arrivando nella stagione 2015-2016, a segnare un totale di 51 punti, ottenuti con 21 gol e 30 assist.

### New York Rangers
Il 18 luglio 2016, Zibanejad è stato ceduto dai Senators, unitamente a una scelta al secondo turno per gli NHL Entry Draft del 2018, ai New York Rangers in cambio di Derick Brassard e una scelta al settimo turno per gli NHL Entry Draft del 2018. Il 20 novembre 2016, durante una partita contro i Florida Panthers, Zibanejad ha subito un terribile infortunio durante l’overtime, andando a sbattere violentemente con la gamba sinistra sulla balaustra mentre cercava di mettersi di fronte a Reilly Smith. Dopo la partita, che i Rangers hanno perso 3-2 ai rigori, è stato annunciato che l’incidente gli aveva causato la rottura della fibula sinistra e che sarebbe mancato dalle sei alle otto settimane. È rientrato il 17 gennaio 2017 contro i Dallas Starse ha segnato due goal nella partita che ha visto la sconfitta dei Rangers per 7–6. Il 20 aprile 2017 ha segnato in overtime il gol vincente di Gara 5 dei quarti di finale della NHL Eastern Conference 2017. Il 26 luglio 2017, Zibanejad, ha firmato con i Rangers un'estensione del contratto di cinque anni, per un ingaggio complessivo di $ 26,75 milioni.
Il 3 ottobre 2019, nella partita di apertura della stagione 2019-2020, Zibanejad ha segnato un goal e tre assist contro i Winnipeg Jets e nell'incontro successivo, il 5 ottobre, ha realizzato il suo terzo hat trick della carriera contro la sua ex squadra, gli Ottawa Senators, partita nella quale ha realizzato anche un assist. Questa eccellente prestazione ha consentito a Zibanejad di realizzare una serie di record. E’ diventando il sesto giocatore nella storia della NHL ad aver segnato almeno quattro punti in ciascuna delle prime due partite di campionato, e il primo giocatore a riuscirci dopo John Cullen dei Pittsburgh Penguins nel 1990. È stato il secondo giocatore nella storia dei Rangers a segnare otto punti nelle prime due partite della stagione, il quarto nella storia della franchigia a segnare sei o più punti in quell'arco di tempo, e il primo in entrambi i casi dopo Rod Gilbert nel 1976. È diventato infine il primo giocatore dei Rangers a realizzare un goal in parità numerica (even strength goal), un goal in superiorità numerica (power play goal) e un gol in inferiorità numerica (short-handed goal) durante una partita fuori casa da quando ci riuscì Petr Nedvěd nel 2000, e il primo Ranger a farlo in qualsiasi condizione dopo Derek Stepan nel 2014. L'8 ottobre 2019 stato nominatato ‘‘first star’’(miglior giocatore) della settimana della NHL.  Il 5 marzo 2020, Zibanejad è diventato il terzo giocatore nella storia dei Rangers a segnare 5 gol in una partita, realizzando la vittoria per 6-5 contro Washington Capitals, prima di lui Don Murdoch, il 12 ottobre 1976 contro i Minnesota North Stars, e Mark Pavelich il 23 febbraio 1983 contro gli Hartford Whalers. È inoltre il secondo giocatore nella storia della NHL a completare il quintetto di goal durante l’overtime, preceduto soltanto da Sergei Fedorov, che realizzò il record il 26 dicembre 1996 giocando con i Detroit Red Wings, sempre contro Washington.

### Nazionale
Zibanejad è stato convocato nelle nazionali minori fin dall'inizio della carriera. Ha vinto un bronzo durante il World U17 Hockey Challenge del 2011 in Ontario. È poi stato selezionto per la nazionale junior U18, con la quale ha vinto la medaglia d'argento al Campionato mondiale IIHF U18 del 2011 in Germania. È stato protagonista dell'oro vinto al Campionato mondiale IIHF U20 del 2012 in Canada, vinto in finale contro la Russia col punteggio di 1-0 proprio grazie a un suo gol realizzato in overtime, col quale ha regalato alla Svezia il secondo successo a distanza di ben 31 anni dal primo. La vittoria è stata festeggiata il 7 gennaio 2012 al Kungsträdgården di Stoccolma, davanti a oltre 6.000 fans.
Convocato anche nella nazionale maggiore per il Campionato mondiale IIHF del 2018 in Danimarca, ha contribuito alla vittoria dell'oro, segnando un gol durante la finale del 20 maggio contro una sorprendente Svizzera. La Svezia ottiene la prima vittoria nella manifestazione e Zibanejad conclude si piazza al 7º posto nella classifica marcatori con 11 punti, frutto di 6 gol e 5 assist.

## Vita privata
Zibanejad è nato a Huddinge, Svezia. Suo padre, Mehrdad, è iraniano, mentre sua madre, Ritva, è finlandese. Il suo fratellastro da parte di madre, Monir Kalgoum, è un giocatore di hockey su ghiaccio delle serie minori europee. Sa parlare fluentemente svedese, inglese, persiano e finlandese. Zibanejad è anche un apprezzato DJ e produttore musicale. Ha realizzato quattro canzoni: "Forever" nel 2017, "Can't Go Back Home" nel 2018, “Moves” in collaborazione con Hot Shade & Mike Perry nel 2019, e "Nobody" , sempre con Hot Shade, nel 2019.

## Palmarès

### Internazionale
- Campionato mondiale IIHF:  Oro 2018
- Campionato mondiale IIHF U20:  Oro 2012
- Campionato mondiale IIHF U18:   Argento 2011
- World U17 Hockey Challenge:  Bronzo 2010